# Omerta
Omerta é um jogo de RPG online baseado em texto, à volta das histórias sobre o lendário don Barafranca.
No mundo de gangsters e da máfia dos anos 30, o jogo é todo baseado em estatutos, dinheiro e respeito.
Os jogadores obtêm pontos de rank ao cometerem crimes, roubarem carros e libertarem os amigos da prisão. Podem até mesmo executar o seu próprio crime organizado, roubando os bancos locais e carros em estradas sossegadas. À medida que mergulha mais fundo no mundo sombrio de um gangster, muito jogadores encontram outras oportunidades de negócio, tais como casinos, tráfico de álcool e até mesmo de drogas.
Os novos jogadores podem escolher entre começar numa cidade dos EUA ou da Itália, onde a máfia tem uma grande influência mesmo agora. Las Vegas, a cidade do jogo, permite aos gangsters tentar a sua sorte com uma ampla gama de slot machines, mesas de black-jack e até mesmo roletas.
Num mundo mortal e por vezes cruel ajuda bastante ter aliados, ambos para protecção e partilha de riqueza. Muitos jogadores criaram famílias, que vão olhar por si até ao fim. As famílias são ricas, poderosas e podem controlar bairros inteiros numa cidade, por isso é melhor estar no lado deles. Como pode imaginar, não ficam muito felizes quando outro jogador ou uma família rival mata um dos seus ou fica com um dos seus casinos.
Para esses jogadores mais cuidadosos existe outras formas de protecção, guarda-costas, veículos de fuga rápidos e ainda fatos à prova de balas.
Todo mafioso começa como um empty-suit e à medida que vai-se tornando mais experiente na vida criminosa vai melhorando seu nível de criminoso até chegar a Godfather.

## Ranking
- Empty-suit
- Delivery Boy / Delivery Girl
- Picciotto
- Shoplifter
- Pickpocket
- Thief
- Associate
- Mobster
- Soldier
- Swindler
- Assassin
- Local Chief
- Chief
- Bruglione
- Capodecina
- Godfather / First Lady

## Pontos de Honra
Os Pontos de Honra são especialmente úteis aos Godfather, pois permite-lhe ser o Capo di Tutti Capi da sua cidade, o que lhe traz alguns privilégios. Tirando essa situação os pontos de honra apenas servem para mostrares o teu respeito pelos outros jogadores.

## Máfia
Uma parte interessante do jogo são as famílias, família é um grupo de mafiosos que se reúnem por protecção mútua e com ideais de lealdade e respeito, toda família tem certas leis, que se desobedecidas podem ir desde alguma punição até expulsão e morte.
A família possui uma hierarquia

### Top3
São os chefes da família
- Don
  - Consiglieri
  - Sottocapo

Don é o chefe da família, a autoridade máxima
Sottocapo é o responsável pela parte mafiosa da família, sobre os capos e seus membros.
Consiglieri é o responsável da parte financeira da família.

### Capos
Capo é como um líder local da família, podendo juntar à sua volta até 25 membros da família.

### Outros cargos
O Sucessor é o próximo Don da família, que em caso de morte ou renuncia do Don actual tomará conta da família. 
O Hammer, caso exista, é a pessoa que recebe 1% das balas compradas por cada membro da família.